# Smokvica Vela (Rogoznica)
Smokvica Vela je nenaseljeni otočić u hrvatskom dijelu Jadranskog mora.
Njegova površina iznosi 0,173 km². Dužina obalne crte iznosi 2 km.